# Comasuperhopen

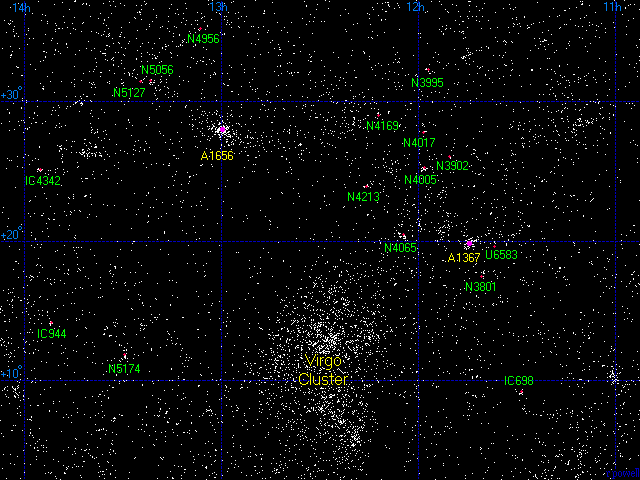
Karta över Comasuperhopen.

Comasuperhopen (SCl 117) är en superhop som består av Comahopen (Abell 1656) och Leohopen (Abell 1367). Den ligger 300 miljoner ljusår bort från Jorden, vid centrum av Stora muren. Comasuperhopen är den superhop som ligger närmast Virgosuperhopen.

### Fotnoter
1. ↑  ”300 miljoner år gammalt ljus nådde fram”. Tycho Brahe-observatoriet. 8 maj 2011. Arkiverad från originalet den 24 maj 2014. https://web.archive.org/web/20140524022659/http://www.tbobs.se/Teleskopgruppen/300-miljoner-ar-gammalt-ljus-nadde-fram.html. Läst 15 september 2013.